# Xanthosia tasmanica
Xanthosia tasmanica är en flockblommig växtart som beskrevs av Karel Domin. Xanthosia tasmanica ingår i släktet Xanthosia och familjen flockblommiga växter. Inga underarter finns listade i Catalogue of Life.